# Bornstedt (Börde)
Bornstedt (Börde) este o comună din landul Saxonia-Anhalt, Germania.
1. ↑  GeoNames